# Marie Sophie Herwig
Marie Sophie Herwig född 1810, död 1836, var en tysk författare som finns representerad i Nya psalmer 1921 och 1937 års psalmbok med originaltext till en psalm i Nya psalmer 1921, Vattuströmmar skola flyta. Texten översatt 1911 till svenska av Axel Fredrik Runstedt.

## Psalmer
- Vattuströmmar skola flyta (Svenska Missionsförbundets sångbok 1920 nr 616 under rubriken "Israelmission", 1921 nr 548 och 1937 nr 253). Originalet diktat okänt årtal